# Remember Me (canção de T.I.)
"Remember Me" é uma canção do rapper americano T.I. com a participação da cantora Mary J. Blige. Essa música estava prevista para ser lançada como o primeiro single da versão relançada do álbum Paper Trail, mas o relançamento do álbum acabou sendo cancelado, mesmo assim a música foi lançada no formato digital.

## Videoclipe
Um trailer do videoclipe foi divulgada no dia 15 de Junho de 2009, mas o clipe só foi lançado oficialmente no dia 13 de Julho de 2009. O clipe foi dirigido por Jessy Terrero.

## Faixas e formatos
| Single digital |                                   |                                                                      |         |  |
| N.º            | Título                            | Compositor(es)                                                       | Duração |  |
| 1.             | "Remember Me" (com Mary J. Blige) | Clifford Harris, Mary J. Blige, Ester Dean, Jamal Jones, Jason Perry | 4:05    |  |

## Desempenho
| Tabelas musicais (2009)                | Melhor posição |
| -------------------------------------- | -------------- |
| Canadá - Canadian Hot 100              | 21             |
| Estados Unidos - Billboard Hot 100     | 29             |
| Estados Unidos - Hot R&B/Hip-Hop Songs | 42             |
| Irlanda - Irish Singles Chart          | 19             |
| Reino Unido - UK Singles Chart         | 34             |